# Белуджистан (Пакистан)
Белуджиста́н (урду بلوچستان, англ. Balochistan) — пакистанська провінція на території східного Белуджистану. Розташована на заході країни на кордоні з Іраном. Має вихід до Індійського океану. Населення 7 мільйонів осіб. Етнічний склад: белуджі і пуштуни. Пануюча релігія: іслам. Площа 347 тис. кв.км. Столиця — Кветта. На південному заході на березі Аравійського моря розташований найбільший морський порт регіону — Гвадар.

## Адміністративний поділ
- 1. Аваран
- 2. Бархан
- 3. Болан
- 4. Чагай
- 5. Дера-Бугті
- 6. Гвадар
- 7. Джафарабад
- 8. Джхал-Магсі
- 9. Калат
- 10. Кеч
- 11. Харан
- 12. Кохлу
- 13. Хуздар
- 14. Кіла Абдуллах
- 15. Кіла Сайфулла
- 16. Ласбела
- 17. Лоралай
- 18. Мастунг
- 19. Муса-Хель
- 20. Насірабад
- 21. Нушкі
- 22. Панджгур
- 23. Пішин
- 24. Кветта
- 25. Сібі
- 26. Жоб
- 27. Зіарат